# Set the Controls for the Heart of the Sun
«Set the Controls for the Heart of the Sun» (с англ. — «Установите курс на центр солнца») — песня группы Pink Floyd из альбома 1968 года A Saucerful of Secrets. Представлена на первой стороне LP третьим по счёту треком. Помимо записи в альбоме A Saucerful of Secrets, «Set the Controls for the Heart of the Sun» была выпущена на сборниках Works (1983), Shine On (1992) и Echoes: The Best of Pink Floyd (2001), концертный вариант этой песни записан в концертной части альбома Ummagumma (1969), а также представлен в фильме Live at Pompeii (1972). Автором музыки и слов песни является Роджер Уотерс.
«Set the Controls for the Heart of the Sun» была одной из основных композиций в концертной программе группы, она исполнялась на концертах с осени 1967 года задолго до выхода альбома A Saucerful of Secrets. Удлинённые версии этой песни Pink Floyd исполняли до конца 1973 года. После более чем десятилетнего перерыва «Set the Controls for the Heart of the Sun» исполнялась Роджером Уотерсом в концертных турне Pros & Cons 1984—1985 гг. и In the Flesh — Live 1999—2000 гг., а также во время тура The Dark Side of the Moon Live 2006—2008 гг. в период его сольной карьеры.

## Название и текст композиции
По утверждению Николаса Шэффнера в его книге «Блюдце, полное чудес. Одиссея Pink Floyd» («Saucerful of Secrets. The Pink Floyd Odyssey») и Энди Маббетта (Andy Mabbett), редактора журнала The Amazing Pudding и автора ряда книг о Pink Floyd, название песни «Set the Controls for the Heart of the Sun» взято из романа Уильяма С. Берроуза «Мягкая машина» («Soft Machine»). Также существует предположение о том, что Роджер Уотерс заимствовал название из романа Майкла Муркока «The Fireclown» (известного также как «The Winds of Limbo»).
Лирика песни навеяна китайской поэзией. Уотерс использовал в работе над «Set the Controls for the Heart of the Sun» книгу с переводами китайской пейзажной лирики конца эпохи Тан. Так, строчка «witness the man who raved at the wall as he wrote his question to heaven» взята из одного из стихов Ли Хэ, а строчки «watch little by little the night turn around», «countless the twigs which tremble in dawn» и «one inch of love is an inch of ashes» заимствованы у Ли Шанъиня.

## Исполнение на концертах
К наиболее известным выступлениям Pink Floyd, на которых исполнялась «Set the Controls for the Heart of the Sun» относится концерт в октябре 1967 года в Парижском театре BBC («BBC Paris Cinema») для радиотрансляции «In concert», в которой на гитаре играл Сид Барретт.
20 февраля 1968 года состоялось выступление Pink Floyd в Париже в музыкальной программе «Bouton Rouge». Исполнение «Set the Controls for the Heart of the Sun» вместе с композициями «Astronomy Domine», «Flaming» и «Let There Be More Light» 24 февраля было показано в телеэфире каналом ORTF2.
«Впервые я увидел Pink Floyd летом 68-го во время их первого американского турне с Гилмором. Впечатление было весьма необычное, они играли «Let There Be More Light» и «Set the Controls for the Heart of the Sun». Это был настоящий космический рок».
В 1968 году композиция «Set the Controls for the Heart of the Sun» входила в концертную программу первого американского турне.
2 мая 1969 года состоялся концерт в Манчестере («Manchester College Of Commerce»), записи с которого (кроме композиции «Interstellar Overdrive») были изданы в том же году в альбоме Ummagumma. Концертная версия песни почти в два раза длиннее, чем записанная в альбоме, хотя отличия между ними небольшие: замедлен темп, растянута средняя часть и добавлена мелодия, исполненная Ричардом Райтом на органе.
27 июня 1970 года «Set the Controls for the Heart of the Sun» была исполнена на фестивале в Бате, а 28 июня — на выступлении в Роттердаме на «Голландском Поп-фестивале» («The Holland Pop Festival’70» — «Kralingen Pop Festival»), исполнение «Set the Controls for the Heart of the Sun» было включено в фильм под названием «Stamping Ground». Эти концерты открыли мировое турне Atom Heart Mother, одной из основных композиций этого тура, продлившегося до октября 1971 года, стала «Set the Controls for the Heart of the Sun».
В 1971 году «Set the Controls for the Heart of the Sun» была частью концертной программы тура Meddle.
Композиция была исполнена во время съёмок музыкального фильма 1972 года «Live at Pompeii» в древнеримском амфитеатре.
В 1972—1973 годах композиция «Set the Controls for the Heart of the Sun» была одним из основных концертных номеров гастрольного тура Dark Side of the Moon. На концертах 1972 года композицию исполняли во втором отделении представления, на концертах 1973 года — в первом отделении. «Set the Controls for the Heart of the Sun» исполнялась, в частности, во время первого полного концертного исполнения сюиты The Dark Side Of The Moon 21 января в Портсмуте в зале Guildhall (днём ранее, 20 января, на выступлении в зале Брайтон-Доум в Брайтоне исполнение The Dark Side Of The Moon было прервано на середине из-за технических проблем). Композицию играли в числе прочего на четырёх концертах в зале Rainbow Theatre. Эти выступления стали, по мнению ударника группы Ника Мейсона и журналиста и автор книг о музыке Николаса Шэффнера, одними из самых ярких ранних концертов турне Dark Side of the Moon. «Set the Controls for the Heart of the Sun» нередко исполнялась на бис, в частности, на выступлениях в апреле и начале мая в Северной Америке .
17 марта 1973 года музыканты Pink Floyd сыграли «Set the Controls for the Heart of the Sun» в первой части концерта в Нью-Йорке в зале Радио-сити-мьюзик-холл.
Николас Шэффнер описывал исполнение этой композиции следующим образом:

Во вpемя исполнения «Set the Controls for the Нeart of the Sun», когда пpожектоpы Макса [Артура Макса] окpасили клубы дыма в жёлтый и оpанжевый цвета, а вспышки света стpобоскопов, словно град, сыпались с баpабанов Ника Мейсона, создавалось впечатление, что гpуппа играла, стоя по колено в моpе огня. Отложив бас-гитаpу в сторону, залитый белым светом Уотеpс удаpил в гигантский гонг, извергнувший в ответ целый каскад искp и отметивший тем самым кульминацию песни.

Композицию «Set the Controls for the Heart of the Sun» вновь стали исполнять на концертах спустя десять лет — в 1984—1985 годах её играл Роджер Уотерс во время своего сольного концертного турне Pros & Cons.
В 1999—2000 годах Роджер Уотерс включил «Set the Controls for the Heart of the Sun» в концертную программу гастрольного тура In the Flesh — Live; в 2006—2008 гг. — в тур The Dark Side of the Moon Live.

## Кавер-версии
- Группа из США Nightstick в 1995 году записала кавер на «Set the Controls for the Heart of the Sun», вошедший в их альбом Blotter[26].
- Группой Psychic TV создана версия «Set the Controls for the Heart of the Sun», записанная в альбоме A Tribute To Pink Floyd 1995 года и Trip/Reset 1996 года.
- Американская группа Kylesa включила кавер в свой альбом From the Vaults, Vol. 1[англ.].

## Интересные факты
- Вероятно, что песня «Set the Controls for the Heart of the Sun» является единственной у Pink Floyd, на которой играли все пятеро участников группы, так как известно, что в записи первоначальной версии песни участвовал Сид Барретт[7].
- По утверждению Ника Мэйсона партия ударных для песни написана им под влиянием игры джазового ударника Чико Хэмилтона (Chico Hamilton) в композиции «Blue Sands»[27].

## Участники записи
- Сид Барретт — гитара;
- Дэвид Гилмор — гитара;
- Роджер Уотерс — бас-гитара, вокал;
- Ричард Райт — орган Farfisa, вибрафон;
- Ник Мэйсон — ударные;